# Осечна (гміна, Лещинський повіт)
Гміна Осечна (пол. Gmina Osieczna) — місько-сільська гміна у північно-західній Польщі. Належить до Лещинського повіту Великопольського воєводства.
Станом на 31 грудня 2011 у гміні проживало 8897 осіб.

## Територія
Згідно з даними за 2007 рік площа гміни становила 128.73 км², у тому числі:
- орні землі: 64.00%
- ліси: 23.00%

Таким чином, площа гміни становить 16.00% площі повіту.

## Населення
Станом на 31 грудня 2011:
| Опис     | Загалом | Загалом | Чоловіки | Чоловіки | Жінки | Жінки |
| -------- | ------- | ------- | -------- | -------- | ----- | ----- |
| одиниця  | осіб    | %       | осіб     | %        | осіб  | %     |
| все      | 8897    | 100     | 4412     | 49.59    | 4485  | 50.41 |
| міське   | 2200    | 100     | 1049     | 47.68    | 1151  | 52.32 |
| сільське | 6697    | 100     | 3363     | 50.22    | 3334  | 49.78 |

## Сусідні гміни
Гміна Осечна межує з такими гмінами: Кшеменево, Кшивінь, Ліпно, Ридзина, Сміґель.